# Egby
Egby är i vissa fall även en äldre benämning på orter som numera heter Ekeby.
Egby är en bebyggelse i Borgholms kommun  och kyrkby i Egby socken belägen på östra Öland. Egby klassades av SCB som en småort fram till 2000, 2005 understeg befolkningen 50 och statusen som småort upphörde. Från 2015 till 2023 avgränsas här åter en småort.
Egby har Ölands minsta kyrka, Egby kyrka. 
"Tomta" heter idrottsplatsen mitt i byn. Den största föreningen i byn är Egby Bollklubb, övriga föreningar i byn är Egby Byaförening, Köping- Egby Centerorganisation samt Köping- Egby Hembygdsförening.